# Goltry
Goltry är en ort i Alfalfa County i Oklahoma. Orten fick sitt namn efter affärsmannen Charles Goltry. Orten planlades år 1904 i samband med att järnvägen kom till trakten.